# Synechococcus

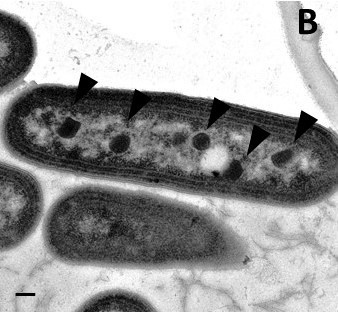
Micrografia electrònica de beta-carboxisomes a S. elongatus PCC 7942. Les puntes de fletxa destaquen els carboxisomes. La barra d'escala indica 200 nm.

Synechococcus (del grec synechos, "en la sèrie" i del grec Kokkos, "grànul") és un cianobacteri unicel·lular molt abundant a l'oceà. La seva grandària varia de 0,8 micres a 1,5 micres. Aquestes cèl·lules en forma de coc, fotosintètiques, es troben preferentment en les lluminoses aigües superficials on pot ser molt abundants (en general entre 1.000 i 200.000 cèl·lules per mil·lilitre). S'han descrit moltes espècies de Synechococcus d'aigua dolça.
El genoma del Synechococcus elongatus de la soca PCC7002 té una mida de 3.008.047 pb, mentre que la soca oceànica WH8102 té un genoma de grandària de 2,4 Mbps.

## Introducció
Synechococcus són un dels components més importants del picoplàncton oceànic dels oceans temperats i tropicals. El gènere va ser descrit per primera vegada el 1979, i va ser definit originalment per incloure "a un petit cianobacteri unicel·lular amb forma d'ovoide a cilíndrica que es reprodueixen per fissió binària transversal en un sol pla i sense beines (lack sheaths)". Aquesta definició del gènere Synechococcus contenia organismes de diversitat genètica considerable i més tard es va subdividir en subgrups basats en la presència d'un pigment accessori: la ficoeritrina. Les formes marines de Synechococcus són cèl·lules cocoides entre 0,6 micres i 1,6 micres de grandària. Són cèl·lules gram negatives amb parets cel·lulars altament estructurades que poden contenir projeccions sobre la seva superfície. La microscòpia electrònica revela amb freqüència la presència d'inclusions de fosfat, grànuls de glucogen i el més important: un carboxisoma molt estructurat .
Aquestes cèl·lules són conegudes per ser mòbils “sense motor” (en anglès: “gliding type method”). Aquest moviment segueix sense caracteritzar, més se sap no és fototàctic i que no implica el moviment flagel·lar. Mentre que alguns cianobacteris de creixement fotoheteròtrofic o fins i tot quimioheterotròfic, totes les soques marines de Synechococcus semblen ser fotoautótrofs obligats. Són capaços de recolzar les seves necessitats de nitrogen utilitzant nitrat, amoníac o en alguns casos urea com a font de nitrogen. Es pensa que els Synechococcus marins no fixa el nitrogen (aquesta percepció pot estar canviant).

## Pigments
El principal pigment fotosintètic de Synechococcus és la clorofil·la a, mentre que els seus principals pigments accessoris són les ficobiliproteïnes Quatre proteïnes són conegudes comunament com a ficobilines i aquestes són la ficocianina, l'aloficocianina, l'aloficocianina B i la ficoeritrina. A més, els Synechococcus també contenen zeaxantina, però no és un pigment de diagnòstic per a aquest organisme. Ja que la zeaxantina es troba també en els Prochlorococcus, en les algues vermelles i com a pigment menor en alguns cloròfits i eustigmatòfits. De la mateixa manera la ficoeritrina també es troba en rodòfits i algunes criptomonades.

## Filogènia
La descripció filogenètica del Synechococcus és difícil. Els aïllaments són morfològicament molt similars; no obstant això, exhibeixen un contingut de G+C que van des del 39% al 71%, la qual cosa il·lustra la gran diversitat genètica d'aquest tàxon provisional. Inicialment es van fer intents per dividir el grup en tres subgrups, cadascun amb un rang específic de contingut genòmic de G+C. Les soques de Synechococcus aïllades en mar obert poden abastar gairebé per complet l'espectre de G + C, la qual cosa indica que Synechococcus està compost, almenys, de diverses espècies. El manual de Bergey (Herdman et al. 2001) ara divideix al Synechococcus en cinc grups (equivalent a gèneres) sobre la base de la morfologia, la fisiologia i els trets genètics.
El Grup 1 d'aquest bacteri presenta baixa tolerància a la sal; aquestes són de grandària relativament gran (1-1,5 micres) fotoautòtrofs obligats, no mòbils. Les soques de referència per a aquest grup són: la soca PCC6301 (anteriorment Anacycstis nidulans) i la soca PCC6312, els quals van ser aïllades a partir de l'aigua dolça a Texas i Califòrnia, respectivament. El Grup 2 també es caracteritza per una baixa tolerància a la sal. Les cèl·lules són fotoautòtrofes obligades, manquen de ficoeritrina i són termòfiles. El soca de referència PCC6715 es va aïllar a partir d'una font termal al Parc Nacional de Yellowstone.
El Grup 3 inclou soques marines Synechococcus que no tenen de ficoeritrina; són eurihalines, és a dir, són capaços de créixer tant en ambients d'aigua dolça i marins. Diverses soques, incloent la soca de referència PCC7003 són heteròtrofs facultatius i requereixen de la vitamina B12 per al seu creixement. El Grup 4 conté una única aïllada: la PCC7335. Aquesta soca és obligadament marina. Aquesta soca conté ficoeritrina i es va aïllar per primera vegada de la zona de marees a Puerto Peñasco, Mèxic. Aquest últim grup conté el que abans es denominaven com a "conjunts marins A i B de Synechococcus”. Aquestes cèl·lules s'han aïllat tant de la costa com de l'oceà obert. Totes les soques són fotoautrofes obligades i són d'uns 0,6 a 1,7 micres de diàmetre. No obstant això encara aquest grup es divideix en diverses poblacions respecte a la presència o absència de ficoeritrina: el grup 5.1 conté, i el grup 5.2 no conté. Les soques de referència són WH8103 per les soques que contenen ficoeritrina i la WH5701 per a aquelles soques que manquen d'aquest pigment. Més recentment Badger et al. (2002) va proposar la divisió del cianobacteri en un α- i β-subcluster basat en el tipus de rbcL (subunitat gran de la ribulosa 1,5 bifosfato carboxilasa-/ oxigenasa) trobada en aquests organismes. Es van definir com alfa-cianobacterias a les quals contenien la forma IA, mentre que es van definir com ß-cianobacterias a les quals contenien una forma IB d'aquest gen. En suport a aquesta divisió Badger et al. analitzen la filogenia de les proteïnes carboxisomales que semblen recolzar aquesta divisió. A més, dos sistemes particulars de transport de bicarbonat semblen només en els α-cianobacteris, que manquen de “carboxysomal carbonic anhydrases”.
L'arbre filogenètic complet de les seqüències de 16S rRNA de Synechococcus va revelar almenys 12 grups, que corresponen morfològicament al Synechococcus, però no han derivat de l'ancestre comú. D'altra banda, s'ha calculat sobre la base de datació molecular que el primer llinatge de Synechococcus va aparèixer fa 3 milions d'anys en les deus termals amb la posterior expansió a ambients marins i d'aigua dolça.

## Ecologia i distribució
En els Synechococcus, s'ha observat, que es produeixen en concentracions que oscil·len entre unes poques cèl·lules per ml a 106 cèl·lules per ml en pràcticament totes les regions oceàniques eufòtiques, excepte en mostres de l'estret de McMurdo i barrera de gel de Ross, en l'Antàrtida.< Aquestes cèl·lules són, generalment, molt més abundants en ambients rics en nutrients que en l'oceà oligotròfic i prefereixen la zona eufòtica. En els Synechococcus també s'ha observat que es són abundants en entorns amb baixes salinitats i/o baixes temperatures. Els Synechococcus són, en general, molt superats en nombre pels Prochlorococcus en tots els ambients, en els quals cohabiten. Les excepcions a aquesta regla són les àrees amb nutrients enriquits de forma permanent, com les zones de surgència i les conques costaneres. A les àrees dels oceans on el nutrient escasseja, com en els “girs oceànics”, els Synechococcus estan, aparentment, sempre presents, encara que només en baixes concentracions que van des d'unes poques a 4x10³ cèl·lules per mil·lilitre.
Verticalment, els Synechococcus estan, en general, relativament distribuïts de manera equitativa per tota la “capa de barreja” i exhibeix una afinitat pels llocs més il·luminats. Per sota de la “capa de barreja”, les concentracions de cèl·lules disminueixen ràpidament. Els “perfils verticals” són, no obstant això, fortament influenciades per les condicions hidrològiques i poden ser molt variables, tant estacional i espacialment. En general l'abundància de Synechococcus és sovint paral·lela a la de Prochlorococcus en la mateixa columna d'aigua. A la zona del Pacífic que és alta en nutrients, baixa en clorofil·la (en anglès Pacific HNLC) i a les zones temperades de mar obert on recentment l'estratificació va registrar dos perfils paral·lels entre si i que exhibeixen màxims d'abundància només a prop al màxim de clorofil·la subsuperficial.
Els factors que controlen l'abundància de Synechococcus encara segueixen sent poc coneguts, sobretot tenint en compte la escassesa de nutrients dels “girs oceànics”, on l'abundància de cèl·lules són, sovint, molt baixes, les taxes de creixement de la població sovint són altes i no gaire limitades. Aquests factors, com el ser menjats, la mortalitat causada per virus, la variabilitat genètica, l'adaptació a la llum, la temperatura, així com els nutrients estan involucrades, però encara no s'han investigat en una escala rigorosa i global. Malgrat les incerteses, s'ha suggerit que hi ha almenys una relació entre les concentracions a la zona eufòtica superior (ja que la llum no és un limitant) de nitrogen ambiental i l'abundància de Synechococcus i una relació inversa a l'abundància de Prochlorococcus. Un entorn en el qual Synechococcus es desenvolupa particularment bé són en les “transicions fluvials costaneres” dels principals rius. Aquestes “transicions” s'enriqueixen amb nutrients com a nitrats i fosfats, la qual cosa impulsa grans floracions de fitoplàncton. L'alta productivitat en els deltes de rius costaners s'associen, sovint, amb grans poblacions de Synechococcus i eleven a la població de Synechococcus de la forma forma IA rbcL ARNm.
També cal assenyalar que es pensa que els Prochlorococcus són, almenys, 100 vegades més abundants que els Synechococcus en aigües oligotróficas càlides. Basant-se en les concentracions mitjanes de carboni cel·lular, s'ha estimat que el Prochlorococcus representa almenys 22 vegades més carboni en aquestes aigües i pot per tant ser de molta major importància per al cicle global del carboni que el Synechococcus.

## Taxonomia
- S. ambiguus Skuja
- S. arcuatus var. calcicolus Fjerdingstad
- S. bigranulatus Skuja
- S. brunneolus Rabenhorst
- S. caldarius Okada
- S. capitatus A. I. Bailey-Watts & J. Komárek
- S. carcerarius Norris
- S. elongatus (Nägeli) Nägeli
- S. endogloeicus F. Hindák
- S. epigloeicus F. Hindák
- S. ferrunginosus Wawrik
- S. intermedius Gardner
- S. koidzumii Yoneda
- S. lividus Copeland
- S. marinus Jao
- S. minutissimus Negoro
- S. mundulus Skuja
- S. nidulans (Pringsheim) Komárek
- S. rayssae Dor
- S. rhodobaktron Komárek & Anagnostidis
- S. roseo-persicinus Grunow
- S. roseo-purpureus G. S. West
- S. salinarum Komárek
- S. salinus Frémy
- S. sciophilus Skuja
- S. sigmoideus (Moore & Carter) Komárek
- S. spongiarum Usher et al.
- S. subsalsus Skuja
- S. sulphuricus Dor
- S. vantieghemii (Pringsheim) Bourrelly
- S. violaceus Grunow
- S. viridissimus Copeland
- S. vulcanus Copeland